# 土岐頼稔
土岐 頼稔（とき よりとし）は、江戸時代中期の大名。駿河国田中藩の第2代藩主、上野国沼田藩の初代藩主。沼田藩土岐家4代。官位は従四位下・丹後守、侍従。

## 生涯
元禄8年（1695年）2月6日、または2月8日に田中藩初代藩主土岐頼殷の長男（三男だったが2人の兄が早世したために世子となる、との説もある）として大坂で生まれる。正徳3年（1713年）7月、父の隠居により家督を相続する。奏者番・寺社奉行・大坂城代などを歴任した。享保17年（1732年）の享保の大飢饉における窮民対策で尽力したため、将軍徳川吉宗に賞賛されている。享保19年（1734年）6月に京都所司代となる。寛保2年（1742年）6月に老中となり、同年8月に田中から上野沼田へ移封された。
延享元年（1744年）9月12日、50歳で江戸にて死去した。跡を長男の頼煕が継いだ。

## 系譜
父母
- 土岐頼殷（父）
- 渡辺氏 - 側室（母）

正室
- 松平忠雄の娘

子女
- 土岐頼煕（長男）
- 菅沼定興（次男）
- 土岐定則（四男）
- 土岐定経（五男）
- 松平康福正室
- 智峰院 - 加藤泰温正室
- 木下俊泰正室
- 織田輔宜正室